# Foho Umeuli
Der Foho Umeuli (kurz: Umeuli) ist ein Berg in der osttimoresischen Gemeinde Bobonaro. Er liegt im Zentrum des Südterritoriums des Sucos Guenu Lai (Verwaltungsamt Cailaco), an der Grenze zwischen den Aldeias Biaboro und Melemaga. Der Umeuli hat eine Meereshöhe von 562 m. Sein höchster Punkt liegt an der Südspitze. Nach Norden bildet er einen Bergrücken, der sich zu einer breiten Ebene ausbreitet. Nach Süden führt der Bergkamm zum Foho Rameta. Hinter ihm bricht eine Steilwand hinab zum Fluss Aimera.